# Natalia Alfaro
Natalia Alfaro Paniagua (Heredia, 8 de abril de 1987) es una jugadora de voleibol de playa de Costa Rica, quien jugó en el Swatch FIVB en el 2005 en Acapulco, en conjunto con Ingrid Morales.
Ha representado a su país en múltiples torneos, incluyendo las Olimpiadas de Río de Janeiro 2016, acompañada de las deportistas Ingrid Morales y Karen Cope.
En Costa Rica, ha ganado cinco campeonatos de voleibol de playa consecutivos, de 2005 a 2009. Jugó con su Selección Nacional en el Campeonato NORCECA en el 2007.

## Torneos internacionales
Ha representado a su país durante eventos como los Juegos Centroamericanos y del Caribe en el 2006 en los cuales participó junto a Yanina Aguilar y los Juegos Panamericanos en 2007 con Ingrid Morales, en los que consiguió el octavo y noveno lugar.
Además, ganó el Torneo Internacional de Voleibol de Playa con Ingrid Morales, en Puerto Vallarta.
En el 2008 y el 2009 obtuvo la medalla de plata en el Circuito de Voleibol de Playa NORCECA en Santo Domingo, República Dominicana.